# Kyosuke Goto
Kyosuke Goto (後藤 京介 Goto Kyosuke?, nacido el 29 de julio de 1992 en Tokio) es un futbolista japonés que se desempeña como centrocampista en el Thespakusatsu Gunma de la J3 League.

## Trayectoria

### Clubes
| Club                         | País       | Año         |
| ---------------------------- | ---------- | ----------- |
| FK Mogren Budva              | Montenegro | 2015        |
| FK Iskra Danilovgrad         | Montenegro | 2015 - 2016 |
| YSCC Yokohama                | Japón      | 2017 - 2018 |
| Ventforet Kofu               | Japón      | 2019 -      |
| Thespakusatsu Gunma (cedido) | Japón      | 2019 -      |

## Estadística de carrera

### J. League
| Club          | Año   | J. League | J. League | Copa J. League | Copa J. League | Total | Total |
| Club          | Año   | Part.     | Goles     | Part.          | Goles          | Part. | Goles |
| ------------- | ----- | --------- | --------- | -------------- | -------------- | ----- | ----- |
| YSCC Yokohama | 2017  | 24        | 3         | -              | -              | 24    | 3     |
| Total         | Total | 24        | 3         | 0              | 0              | 24    | 3     |